# Principiul al doilea al termodinamicii
| Principiile termodinamicii              |
| --------------------------------------- |
| Principiul zero al termodinamicii       |
| • Stabilirea echilibrului termodinamic  |
| • Tranzitivitatea echilibrului termic   |
| Principiul întâi al termodinamicii      |
| Principiul al doilea al termodinamicii  |
| Principiul al treilea al termodinamicii |
| modifică                                |

Principiul al doilea al termodinamicii precizează condițiile în care are loc transformarea energiei termice în energie mecanică. El are un caracter calitativ, arată sensul în care se produc spontan transformările, fără să se refere la cantitățile de energie schimbate. El este o particularizare a principiului general al schimburilor de energie, conform căruia transformările spontane de energie se realizează de la potențialul mai înalt spre potențialul mai scăzut.
Acest principiu a fost formulat în multe moduri. Prima formulare îi aparține lui Sadi Carnot, care în 1824 arăta că există o margine superioară a eficienței conversie căldurii în energie mecanică într-un motor termic, care implică folosirea unui ciclu termodinamic al unui fluid de lucru. Ulterior acest principiu a fost formulat prin alte variante care aduc unele clarificări conceptelor folosite de Carnot de către Clausius și Kelvin. Alte formulări ulterioare separă considerentele referitoare la ciclurile termodinamice ale mașinilor termice de introducerea mărimii entropie, care se poate introduce fără referiri la cicluri termodinamice.

## Procese reversibile și ireversibile
Dacă principiul întâi al termodinamicii a fost un precursor al legii conservării energiei în domeniu proceselor termice, cel de al doilea principiu al termodinamicii a fost formulat ca o lege specifică proceselor termice. Cel de-al doilea principiu al termodinamicii reprezintă o generalizare a rezultatelor experimentale legate de funcționarea mașinilor termice.
Principiul întâi al termodinamicii pune în evidență echivalența cantitativă dintre căldură și lucru mecanic, însă el nu face nicio referire la direcția de desfășurare a proceselor termodinamice.
Se spune că un proces de trecere dintr-o stare inițială 1 într-o stare finală 2 este reversibil, dacă este posibilă revenirea în starea inițială 1 astfel încât la această stare a sistemului considerat și starea sistemelor înconjurătoare să fie identică cu starea lor inițială. Dacă la revenirea sistemului considerat în starea inițială 1, starea sistemelor înconjurătoare diferă de starea lor inițială, atunci procesul este ireversibil.

## Formulări pornind de la ciclul Carnot
Descoperirea principiului al doilea al termodinamicii a fost legată de îmbunătățirea randamentului mașinilor termice. Pornind de aici inginerul francez Sadi Carnot în lucrarea sa din 1824 ajunge la introducerea unor concepte și idei noi pentru vremea sa și determinante pentru întreaga dezvoltare ulterioară a termodinamicii, fiind primul care introduce noțiunea de ciclu termodinamic (ciclul Carnot). Apoi accentuează că producerea unei puteri motrice cu o mașină termică necesită existența unei diferențe de temperatură între un corp cald și unul rece. Procesul duce la egalizarea temperaturilor.
Ciclul Carnot este un ciclu teoretic, alcătuit din două transformări adiabatice și doua transformări izotermice. Motorul imaginat de Carnot folosea drept agent de lucru un gaz ideal ce efectua transformări cvasistatice.
{\displaystyle Q_{cedat}=Q_{primit}\,}
Ciclul Carnot a stat la baza enunțurilor clasice ale acestui principiu, menționate mai jos, ale lui Clausius, Kelvin, Planck etc. Lucrarea lui Carnot pune bazele conceptului de ciclu reversibil și consecința lui ciclul cu randament termic maxim.
În anumite dispozitive cum ar fi pilele Karpen gazul electronic (din metalele electrozi) considerat ca agent de lucru în funcționarea motoarelor termice conform cerințelor principiului acestuia nu participă la procese ciclice biterme, în consecință restricția privind transformarea izotermă a căldurii în alte forme de energie folosind motoare termice nu se aplică la pilele Karpen. Evitarea participării electronilor la procese biterme se datorează cuplajului difuzional în sensuri opuse al electronilor cu ionii, cuplaj prezentat și explicat de Karpen în cartea din 1957. Cuplajul face posibilă menținerea concentrației diferite a electronilor între electrozi și soluție în care e prezent electronul solvatat.

## Temperatura termodinamică
Studiul ciclului Carnot permite, printre altele, definirea temperaturii termodinamice absolute. Dacă parcurgerea ciclului este reversibilă, din expresia randamentului ciclului Carnot reiese ca raportul Qcedat /  Qprimit rămâne constant și independent de natura substanței de lucru, dacă mașina lucrează între aceleași temperaturi T și T0.

## Formularea principiului al doilea al termodinamicii

### Formularea lui Carnot
Lucrarea lui Carnot din 1824 include formularea a două principii: principiul conservării caloricului și principiul imposibilității unei mașini termice ciclice care ar produce putere motrice fără vreun alt efect. 
În contextul studiului randamentul mașinilor termice Carnot introduce ciclul format din două izoterme și două adiabate și formulează următoarele teoreme:
- Teorema I. Randamentul unei mașini termice reversibile depinde numai de temperatura sursei calde și a sursei reci și nu depinde de natura substanței de lucru.
- Teorema II. Randamentul unei mașini termice ireversibile este întotdeauna mai mic decât randamentul unei mașini termice care funcționează reversibil între aceleași limite de temperatură.

Daca ambele mașini, atât cea reversibilă cât și cea ireversibilă primesc de la sursa caldă aceeași cantitate de căldură Q și cedează sursei reci cantitatea de căldură Q0, respectiv Q0', rezultă că randamentul mașinii reversibile va fi:
{\displaystyle \eta ={\frac {Q-\left|Q_{0}\right|}{Q}}={\frac {T-T_{0}}{T}}=1-{\frac {T_{0}}{T}}}
iar al mașinii ireversibile este:
{\displaystyle \eta '={\frac {Q-\left|Q_{0}\,'\right|}{Q}}<{\frac {Q-\left|Q_{0}\right|}{Q}}}
Cele două teoreme ale lui Carnot pot fi scrise sub forma
{\displaystyle {\frac {Q-\left|Q_{0}\,'\right|}{Q}}\leq {\frac {T-T_{0}}{T}}}
Semnul egal se referă la ciclul reversibil iar semnul < la cel ireversibil.
Carnot în demonstrația acelor teoreme își propunea implicit să demonstreze un enunț care este de fapt principiul al doilea al termodinamicii, fapt dovedit prin contribuția lui Clausius din 1850.

### Formularea lui W. Thomson (Lord Kelvin)
Este imposibilă construirea unei mașini termice care ar transforma periodic, fără compensație căldura unui corp oarecare în lucru mecanic (perpetuum mobile de speța a doua, nume dat de Wilhelm Ostwald). 
Cu alte cuvinte este imposibil ca o mașină termică să funcționeze numai cu o singură sursă termică (folosind o transformare izotermă). O transformare izotermă poate produce lucru mecanic absorbind căldură dar după destindere sistemul nu mai poate fi folosit pentru a efectua din nou lucru mecanic, pentru aceasta fiind necesară repetarea operației de destindere  menționate anterior care nu se poate face fără readucerea sistemului la starea inițială printr-o comprimare izotermă care necesită un lucru mecanic de modul egal cu cel furnizat prin destindere, astfel per ansamblu lucrul mecanic e zero. Pentru readucerea sistemului la starea inițială cu un lucru mecanic mai mic trebuie un alt drum pentru întoarcere prin care se închide un ciclu .  
Din principiul al doilea al termodinamicii rezultă că dacă lucrul mecanic se poate transforma integral în căldură, inversul nu este posibil (folosind un utilaj numit mașină termică). Acest aspect a fost legat de faptul că fenomenele naturale sunt ireversibile și decurg într-un singur sens. De această formulare este legat cunoscutul paradox al demonului lui Maxwell. Acesta implică sortarea moleculelor unui gaz sau amestec de gaze după viteza sau natura lor fără consum de lucru mecanic din exterior.

### Formularea lui Clausius
Clausius a considerat enunțul dat de Carnot ca fiind un nou principiu termodinamic.
Clausius a formulat principiul II într-un mod care evidențiază unul din faptele empirice folosite de Carnot în studiul său despre puterea motrice a focului: Într-un proces arbitrar, căldura trece de la sine doar de la corpurile cu temperatură mai mare la corpurile cu temperatură mai mică. De aici formularea lui Clausius este: 
Fără consum de lucru mecanic este imposibil să se treacă căldură de la un corp mai rece la un corp mai cald cu o mașină care funcționează ciclic în mod spontan.
Cu principiul al doilea Clausius reușește demonstrarea teoremei lui Carnot pentru un ciclu reversibil.
Un aspect foarte important pentru dezvoltarea principiului II este introducerea unei noi mărimi de stare în 1854 de Clausius, entropia, pornind de la pornind de la raportul dintre căldura schimbată de agentul de lucru ce evoluează în ciclul Carnot reversibil la una din surse și temperatura sursei respective, numit căldură redusă.

### Formularea lui Ostwald
Această formulare constă în afirmarea inexistenței unui perpetuum mobile de speța a II-a, formulare similară cu cea a principiului I care admite inexistența unui perpetuum mobile de speța I.

### Formularea lui Planck
Planck a analizat în 1897 legătura dintre principiul II și conceptele de proces reversibil sau ireversibil, arătând posibilitatea de folosire a principiului II pentru a determina natura reversibilă sau ireversibilă a unui proces.
A formulat un nou enunț principiului II similar celui al lui Kelvin. Ulterior a elaborat o modalitate de abordare a principiului II care nu recurge la ciclul Carnot pentru introducerea conceptului entropie.
În lucrarea sa de termodinamică din 1908 Henri Poincaré dezvoltă schema de abordare a lui Planck printr-o nouă structură de tratare a termodinamicii în ansamblu care este uneori numită schema Planck-Poincaré.

### Formularea lui Caratheodory
Matematicianul Constantin Caratheodory a intenționat, la sugestia lui Max Born, să dea acestui principiu o formulare mai generală, nelegată de funcționarea motoarelor termice.
În orice vecinătate a unei stări arbitrare a unui sistem termodinamic în stare de echilibru există stări care nu pot fi atinse prin procese adiabatice. Formularea lui Caratheodory sugerează existența unei funcții de stare a cărei valoare este constantă pentru transformările adiabatice reversibile. Această funcție de stare se numește entropie empirică și este notată cu s. Entropia empirică se modifică în toate procesele care au loc cu schimb de caldură. Căldura infinitezimală schimbată de sistem poate fi scrisă sub forma:
{\displaystyle dQ=T\ ds}
In plus entropia are proprietatea de aditivitate.

### Formularea lui Sommerfeld
Formularea cea mai generală a acestui principiu este cea a lui Arnold Sommerfeld și se referă la existența unei mărimi de stare numită entropie, notată cu S, cu anumite proprietăți: a) este aditivă pentru porțiunile unui sistem, b) este mai mare ca  zero pentru procesele adiabate ireversibile, c) este constantă în procesele adiabatice reversibile.